# 로라 스펜서
로라 스펜서(Laura Spencer, 1986년 5월 8일 ~ )는 미국의 배우, 텔레비전 배우, 영화 프로듀서, 영화배우이다.
오클라호마시티에서 태어났다.

## 영화
- 하트랜드 (2016년)
- 애버리스 (2013년) - 토미 역
- 구글리 아이즈 (2013년) - 수지 역
- 실버벨 (2013년) - 케이시 달트 역
- 더 라운더 컴스 투 타운 (2010년)
- 인 더 랜드 오브 파이어웍스 (2010년)
- 딜런 독: 죽음의 밤 (2010년)
- 바킹 워터 (2009년)